# Axel Bamba
Axel Bamba (Zürich, Suiza, 6 de julio de 1999) es un futbolista francés con nacionalidad marfileña. Juega de defensa y su equipo es el A. C. Ajaccio de la Ligue 2. 

## Trayectoria
Nació en Zürich, mientras su padre Yacouba Bamba estaba jugando en las filas del FC Zürich.[cita requerida] Hijo de costamarfileños, más tarde se trasladó a Paris y se formó en las categorías inferiores del Paris ES 16e y Athletic Club de Boulogne-Billancourt, antes de ingresar en 2010 en el Paris F. C. Durante varias temporadas formó parte del primer equipo de este último con el que compitió en la Ligue 2.
El 30 de agosto de 2022 se convirtió en jugador del Real Sporting de Gijón de España después de firmar hasta junio de 2025. En el mes de noviembre se lesionó de larga duración en un partido frente al Albacete Balompié. Esa lesión marcó su etapa en el club y en su segunda temporada no jugó ningún minuto una vez se recuperó. En agosto de 2024 llegó a un acuerdo para rescindir su contrato y fichó por el A. C. Ajaccio.

## Clubes
| Club                   | País    | Año       |
| ---------------------- | ------- | --------- |
| Paris F. C. "II"       | Francia | 2016-2018 |
| Paris F. C.            | Francia | 2018-2022 |
| Real Sporting de Gijón | España  | 2022-2024 |
| A. C. Ajaccio          | Francia | 2024-     |